# Terremoto de Pattan de 1974
El terremoto de Pattan de 1974 ocurrió en los escarpados y aislados distritos de Hunza, Hazara y Swat del norte de Pakistán a las 17:11 hora local del 28 de diciembre de 1974. El terremoto de magnitud de onda superficial de 6,2 tuvo una profundidad focal poco profunda de 22 kilómetros y fue seguido por numerosas réplicas.Una estimación oficial del número de muertos fue de 5.300, aproximadamente 17.000 heridos y alrededor de 4.400 viviendas destruidas. Un total de 97.000 personas resultaron afectadas por el temblor. La mayor parte de la destrucción se centró en la aldea de Pattan. El pueblo quedó casi completamente destruido.
La región epicentral se caracteriza por valles y cañones estrechos de paredes empinadas. La mayor parte de la población se concentraba a lo largo de los ríos. Gran parte de la destrucción fue causada por numerosos deslizamientos de tierra y desprendimientos de rocas que cayeron desde lo alto. La carretera principal que conduce a la zona quedó bloqueada durante unos 40 kilómetros por deslizamientos de tierra y desprendimientos de rocas, lo que obstaculizó los esfuerzos de socorro. El gobierno transportó suministros de emergencia en helicóptero hasta que se reabrieron las carreteras el 13 de enero.
El terremoto, que alcanzó una intensidad V en la escala de Mercalli Modificada en Kabul, Afganistán, afectó a unos 2.600 kilómetros cuadrados de la región del Valle del Indo. Varias naciones contribuyeron con dinero y suministros para ayudar a los habitantes de la zona afectada.